# Grande Prêmio dos Estados Unidos de 2000
Resultados do Grande Prêmio dos Estados Unidos de Fórmula 1 realizado em Indianápolis em 24 de setembro de 2000. Décima quinta etapa temporada, teve como vencedor o alemão Michael Schumacher, que subiu ao pódio junto a Rubens Barrichello numa dobradinha da Ferrari, com Heinz-Harald Frentzen em terceiro pela Jordan-Mugen/Honda.

## Resumo
Após nove anos de ausência, os Estados Unidos retornam ao calendário da Fórmula 1 no circuito misto construído no tradicionalíssimo Indianápolis Motor Speedway especialmente para receber a categoria. O traçado mesclava um trecho do oval de alta velocidade (em sentido horário, oposto ao oval) com um das curvas e a reta principal, e a parte mista construída no "miolo" do autódromo, bastante travado. Marca também o retorno da categoria à meca do automobilismo norte-americano, pois de 1950 a 1960, as 500 Milhas de Indianápolis faziam parte do calendário da Fórmula 1, contando pontos para o certame.

## Classificação

### Treino Classificatório
| 1      | 3  | Michael Schumacher    | Ferrari            | 1:14.266 | –      |
| 2      | 2  | David Coulthard       | McLaren-Mercedes   | 1:14.392 | +0.126 |
| 3      | 1  | Mika Häkkinen         | McLaren-Mercedes   | 1:14.428 | +0.162 |
| 4      | 4  | Rubens Barrichello    | Ferrari            | 1:14.600 | +0.334 |
| 5      | 6  | Jarno Trulli          | Jordan-Mugen-Honda | 1:15.006 | +0.740 |
| 6      | 10 | Jenson Button         | Williams-BMW       | 1:15.017 | +0.751 |
| 7      | 5  | Heinz-Harald Frentzen | Jordan-Mugen-Honda | 1:15.067 | +0.801 |
| 8      | 22 | Jacques Villeneuve    | BAR-Honda          | 1:15.317 | +1.051 |
| 9      | 16 | Pedro Paulo Diniz     | Sauber-Petronas    | 1:15.418 | +1.152 |
| 10     | 9  | Ralf Schumacher       | Williams-BMW       | 1:15.484 | +1.218 |
| 11     | 12 | Alexander Wurz        | Benetton-Playlife  | 1:15.762 | +1.496 |
| 12     | 23 | Ricardo Zonta         | BAR-Honda          | 1:15.784 | +1.518 |
| 13     | 19 | Jos Verstappen        | Arrows-Supertec    | 1:15.808 | +1.542 |
| 14     | 17 | Mika Salo             | Sauber-Petronas    | 1:15.881 | +1.615 |
| 15     | 11 | Giancarlo Fisichella  | Benetton-Playlife  | 1:15.907 | +1.641 |
| 16     | 15 | Nick Heidfeld         | Prost-Peugeot      | 1:16.060 | +1.794 |
| 17     | 7  | Eddie Irvine          | Jaguar-Cosworth    | 1:16.098 | +1.832 |
| 18     | 18 | Pedro de la Rosa      | Arrows-Supertec    | 1:16.143 | +1.877 |
| 19     | 8  | Johnny Herbert        | Jaguar-Cosworth    | 1:16.225 | +1.959 |
| 20     | 14 | Jean Alesi            | Prost-Peugeot      | 1:16.471 | +2.205 |
| 21     | 21 | Gastón Mazzacane      | Minardi-Fondmetal  | 1:16.809 | +2.543 |
| 22     | 20 | Marc Gené             | Minardi-Fondmetal  | 1:17.161 | +2.895 |
| fonte: |    |                       |                    |          |        |

### Corrida
| Pos.   | Nº | Piloto                | Construtor         | Voltas | Tempo/Diferença | Grid | Pontos |
| ------ | -- | --------------------- | ------------------ | ------ | --------------- | ---- | ------ |
| 1      | 3  | Michael Schumacher    | Ferrari            | 73     | 1:36:30.883     | 1    | 10     |
| 2      | 4  | Rubens Barrichello    | Ferrari            | 73     | + 12.118        | 4    | 6      |
| 3      | 5  | Heinz-Harald Frentzen | Jordan-Mugen-honda | 73     | + 17.368        | 7    | 4      |
| 4      | 22 | Jacques Villeneuve    | BAR-Honda          | 73     | + 17.936        | 8    | 3      |
| 5      | 2  | David Coulthard       | McLaren-Mercedes   | 73     | + 28.813        | 2    | 2      |
| 6      | 23 | Ricardo Zonta         | BAR-Honda          | 73     | + 51.694        | 12   | 1      |
| 7      | 7  | Eddie Irvine          | Jaguar-Cosworth    | 73     | + 1:11.115      | 17   |        |
| 8      | 16 | Pedro Paulo Diniz     | Sauber-Petronas    | 72     | + 1 volta       | 9    |        |
| 9      | 15 | Nick Heidfeld         | Prost-Peugeot      | 72     | + 1 volta       | 16   |        |
| 10     | 12 | Alexander Wurz        | Benetton-Playlife  | 72     | + 1 volta       | 11   |        |
| 11     | 8  | Johnny Herbert        | Jaguar-Cosworth    | 72     | + 1 volta       | 19   |        |
| 12     | 20 | Marc Gené             | Minardi-Fondmetal  | 72     | + 1 volta       | 22   |        |
| Ret    | 14 | Jean Alesi            | Prost-Peugeot      | 64     | Motor           | 20   |        |
| Ret    | 21 | Gastón Mazzacane      | Minardi-Fondmetal  | 59     | Motor           | 21   |        |
| Ret    | 9  | Ralf Schumacher       | Williams-BMW       | 58     | Motor           | 10   |        |
| Ret    | 18 | Pedro de la Rosa      | Arrows-Supertec    | 45     | Câmbio          | 18   |        |
| Ret    | 11 | Giancarlo Fisichella  | Benetton-Playlife  | 44     | Motor           | 15   |        |
| Ret    | 19 | Jos Verstappen        | Arrows-Supertec    | 34     | Freios          | 13   |        |
| Ret    | 1  | Mika Häkkinen         | McLaren-Mercedes   | 25     | Motor           | 3    |        |
| Ret    | 17 | Mika Salo             | Sauber-Petronas    | 18     | Spun off        | 14   |        |
| Ret    | 10 | Jenson Button         | Williams-BMW       | 14     | Motor           | 6    |        |
| Ret    | 6  | Jarno Trulli          | Jordan-Mugen-Honda | 12     | Colisão         | 5    |        |
| Fonte: |    |                       |                    |        |                 |      |        |

## Tabela do campeonato após a corrida
|   | Pos. | Piloto             | Pontos |
| - | ---- | ------------------ | ------ |
| 1 | 1    | Michael Schumacher | 88     |
| 1 | 2    | Mika Häkkinen      | 80     |
|   | 3    | David Coulthard    | 63     |
|   | 4    | Rubens Barrichello | 55     |
|   | 5    | Ralf Schumacher    | 24     |

|   | Pos. | Construtor         | Pontos |
| - | ---- | ------------------ | ------ |
| 1 | 1    | Ferrari            | 143    |
| 1 | 2    | McLaren-Mercedes   | 133    |
|   | 3    | Williams-BMW       | 34     |
|   | 4    | Benetton-Playlife  | 20     |
|   | 5    | Jordan-Mugen/Honda | 17     |

- Nota: Somente as primeiras cinco posições estão listadas.